# Der Ort des Terrors
Der Ort des Terrors. Geschichte der nationalsozialistischen Konzentrationslager (De plaats van terreur. Geschiedenis van de nationaalsocialistische concentratiekampen) is een negendelig lexicaal naslagwerk in het Duits over het nationaalsocialistische kampsysteem. 

## Het werk
Het werk, gemaakt tussen 2005 en 2009, is uitgegeven door Wolfgang Benz en Barbara Distel van uitgeverij CH Beck in München. Het werk werd bewerkt door Angelika Königseder van het Zentrum für Antisemitismusforschung (Centrum voor Onderzoek naar Antisemitisme).
Terwijl het eerste deel gaat over centrale vragen over het systeem van nazi-kampen, bevatten de delen 2 tot en met 7 artikelen over de hoofdkampen en hun satellietkampen in chronologische volgorde. Deel 8 gaat over concentratie- en vernietigingskampen in het door Duitsland bezette Oost-Europa. Deel 9 geeft ook een overzicht van andere soorten kampen in het door de nazi's georganiseerde kampenstelsel, zoals onderwijskampen voor werk, jeugdconcentratiekampen, doorgangskampen, getto's, enz.
Het negendelige complete werk bevat de volgende titels:
- 1. Die Organization des Terrors. Co-redacteur Angelika Königseder, 2e druk 2005, 394 bladzijden. ISBN 3-406-52961-5.
- 2. Frühe Lager, Dachau, Emslandlager. 2005, 607 bladzijden. ISBN 3-406-52962-3.
- 3. Sachsenhausen, Buchenwald. 2006, 660 bladzijden. ISBN 3-406-52963-1.
- 4. Flossenbürg, Mauthausen, Ravensbrück. 2006, 644 bladzijden. ISBN 3-406-52964-X.
- 5. Hinzert, Auschwitz, Neuengamme. 2007, 591 bladzijden. ISBN 978-3-406-52965-8.
- 6. Natzweiler, Groß-Rosen, Stutthof. 2007, 840 bladzijden. ISBN 978-3-406-52966-5.
- 7. Niederhagen/Wewelsburg, Lublin-Majdanek, Arbeitsdorf, Herzogenbusch (Vught), Bergen-Belsen, Mittelbau-Dora. 2008, 360 bladzijden. ISBN 978-3-406-52967-2.
- 8. Riga, Warschau, Vaivara, Kaunas, Płaszów, Kulmhof/Chełmno, Bełzec, Sobibór, Treblinka. 2008, 576 bladzijden. ISBN 978-3-406-57237-1.
- 9. Arbeitserziehungslager, Ghettos, Jugendschutzlager, Polizeihaftlager, Sonderlager, Zigeunerlager, Zwangsarbeiterlager (arbeidsvoorlichtingskampen, getto's, jeugdbeschermingskampen, detentiekampen van de politie, speciale kampen, zigeunerkampen, dwangarbeiderskampen). 2009, 656 bladzijden. ISBN 978-3-406-57238-8.

## Recensies
In de Süddeutsche Zeitung van 19 januari 2009 beoordeelde recensent Jörg Später het werk als een studie van 'nauwgezet onderzoek en een schat aan details' en als een basis voor de structurele analyse van het nazi-kampsysteem, dat echter niet voldoende focust op de relatie tussen concentratiekampgevangenen en de bevolking uit het gebied rond de concentratiekampen.
Karin Orth omschreef de serie in een artikel gepubliceerd op 2 april 2007 in de Süddeutsche Zeitung als 'verdienstelijke documentatie' en 'naslagwerken rijk aan details en feiten', die echter 'geen kritieke reflecties bevatten over de bron, een onderzoek van debatten in nazi-onderzoek of een historiografische classificatie van de feiten.' Marc Buggeln beschreef het werk in H/Soz/Kult als een 'verdienstelijke reeks'.